# Giuseppe Fraccaroli
Giuseppe Fraccaroli (Verona, 5 maggio 1849 – Milano, 23 settembre 1918) è stato un filologo classico, grecista e traduttore italiano.

## Biografia
Giuseppe Fraccaroli studiò a Padova, ove fu allievo di Giacomo Zanella e soprattutto di Eugenio Ferrai. Dopo essere stato docente nell'università di Palermo (1887-1889) e professore ordinario e rettore dell'Università di Messina (1889-1895), fu chiamato a Torino nel 1895 ad insegnare sulla cattedra di Letteratura greca, precedentemente occupata da Giuseppe Müller.
Il 23 settembre 1895 sposò Isabella Rezzonico, figlia di un ufficiale austriaco e maestra a Napoli. Dopo soli tre anni di matrimonio iniziò un lungo percorso, anche giudiziario, che portò alla definitiva separazione dalla moglie. Sebbene il tribunale avesse riconosciuto i torti della Rezzonico ed avesse condannato l'avvocato Giuseppe Colombo che aveva fatto circolare per l'Università torinese notizie diffamatorie nei confronti di Fraccaroli, quest'ultimo ritenne di non poter riprendere l'insegnamento ed, esaurita l'aspettativa di cui poteva godere, si dimise dalla propria cattedra: ciò accadde nonostante le continue pressioni dei colleghi e del rettore che lo invitavano a riprendere la docenza.
Visse per alcuni anni a Milano, finché, nel 1915 accettò un nuovo incarico d'insegnamento presso l'Università degli Studi di Pavia. Fraccaroli morì soli tre anni dopo, investito da un carro. Tra i suoi allievi si ricordano Angelo Taccone, Ettore Bignone e Paolo Ubaldi. Uno degli ultimi allievi, a Pavia, seppur per breve tempo, fu Giacomo Devoto.

## Attività culturale e polemiche
Dotato di un temperamento vivace, Fraccaroli fu frequentemente al centro di accese polemiche centrate sul senso e sul metodo degli studi filologici. Carlo Oreste Zuretti, suo allievo, scrisse di lui che «coltivò gli studi, e la letteratura greca soprattutto, con animo fervente di artista, come volevano le tendenze del suo spirito, le tradizioni di famiglia, le energie della sua nativa Verona». Infatti, egli approfondì lo studio degli autori greci con limitata attenzione agli aspetti tecnici (metrica, lingua, critica testuale), ma con lo sguardo rivolto ai valori estetici dell'opera. In particolar modo, la sua sensibilità fu formata sui testi dei poeti greci arcaici, Pindaro in testa.
Questo approccio metodologico mise Fraccaroli in diretto conflitto con la scuola fiorentina, capeggiata da Girolamo Vitelli, che faceva del rigore del metodo scientifico tedesco il proprio punto di riferimento. La polemica divampò in occasione di un concorso a cattedra nel quale Fraccaroli attaccò la traduzione di Bacchilide effettuata da Nicola Festa, allievo di Vitelli, e a questi preferì Zuretti. Per sostenere le sue tesi, Fraccaroli pubblicò un pamphlet intitolato Come si fa un'edizione di Bacchilide, in cui oggetto dell'attacco era molto più Vitelli di quanto non fosse Festa. Vitelli rispose con il libello Il signor Giuseppe Fraccaroli e i recenti concorsi universitari di Letteratura greca col quale attaccò Fraccaroli e Zuretti. L'ultima battuta, significativa per svelare la distanza metodologica fra i due contendenti è, di Fraccaroli, Il metodo critico del Prof. Girolamo Vitelli.
Negli stessi anni anche Ettore Romagnoli aveva avviato una polemica negli stessi toni e contro lo stesso obiettivo. Nel 1903 Fraccaroli pubblicò lo studio in cui, con maggiore coerenza, egli espose la sua interpretazione estetica e antiscientifica dell'opera letteraria: L'irrazionale nella letteratura. Si è dibattuto in sede critica su quanto vicine fossero l'opera fraccaroliana e l'Estetica di Benedetto Croce, apparsa in quello stesso torno di tempo, ma ormai si ritiene che i punti di contatto, qui e là evocati nelle note dall'avversario della filologia germanica, siano molto fragili e che soprattutto la debolezza teorica di Fraccaroli non sostenga il confronto. Fulcro della dimostrazione di Fraccaroli era l'opera omerica, che a suo giudizio andava giudicata negli esiti artistici in polemica con i critici separatisti.
Fraccaroli proseguì nel sostenere le sue tesi, ribadite con forza nella recensione di Minerva e lo Scimmione di Romagnoli (1917), il più fiero attacco a Vitelli, mosso proprio negli anni in cui la consonanza con la cultura tedesca appariva come un tradimento verso la Nazione in guerra. Appunto in accordo con le tesi di Romagnoli, Fraccaroli pubblicò L'educazione nazionale, in cui suggeriva l'eliminazione di ogni accenno di filologia dalle scuole.

Piuttosto deboli appaiono oggi le capacità di Fraccaroli nel campo della filologia testuale, come già aveva peraltro messo in luce Giorgio Pasquali in Filologia e storia (Firenze 1920) e in altri scritti posteriori.
In gioventù si dedicò anche alla poesia pubblicando nel 1874 un volume di Versi, e poi occasionalmente alla narrativa, con il romanzo L'isola dei ciechi (1907), brillante satira contro l'eccessiva fede nel positivismo. Molto apprezzata fu anche la sua traduzione in dialetto veronese di una scena da Le donne al parlamento di Aristofane.

## Opere
- Versi, Verona, 1874.
- Una scena d'Aristofane (Ecclesiazuse, vv. 730-876) parafrasata in dialetto veronese, Verona, Gaetano Franchini, 1883
- Le Odi di Pindaro, Verona, 1894.
- L'irrazionale nella letteratura, Torino, 1903.
- L'irrazionale nell'Iliade, «Rivista di filologia e di istruzione classica» 32, 1904, pp. 41–57.
- L'irrazionale e la critica omerica, «Rivista di Filologia e di Istruzione Classica» 33, 1905, pp. 273–291.
- L'isola dei ciechi, Milano, Arnaldo De Mohr e C., 1907.
- I lirici greci (elegia e giambo), Milano-Roma, 1910.
- Platone. Il Sofista e l'uomo politico, Milano-Roma, 1911.
- Critica filologica e critica filosofica a proposito di Pindaro, «Cronache letterarie» 2, 18 settembre 1911.
- Arte e filologia, «Cronache letterarie» 2, 21 maggio 1911.
- Umanesimo e filologia, «Cronache letterarie» 2, 30 luglio 1911.
- La storia nella vita e nella scuola, «Nuova rivista storica» I, 1917, pp. 4–20.
- L'educazione nazionale, Bologna, 1918.
- Filologia e letteratura, «Nuova Rivista Storica» II, 1918, pp. 5–28.
- Il Teatro greco, «Nuova Rivista Storica» III, 1919, pp. 468–470.